# Josep Ferrer Bujons
Josep Ferrer Bujons (Masana, Rubió, provincia de Barcelona; 12 de mayo de 1959) es un poeta, escritor, lingüista y profesor de lengua catalana español. Colaboró en el periódico La Veu de l'Anoia y en 1987 obtuvo un premio en el Ataneu Igualadino por el poema Les Fulles de la Tardor. 
Licenciado en Filología Catalana en 1982 por la Universidad de Barcelona, ha ejercido la docencia en diferentes institutos de Bachillerato. Publicó en las décadas del 1980 y 1990 cuatro volúmenes de poemas.
En 1999 publicó su primera novela, Ànima de Frontera, año en que publicó un artículo en la Revista d'Igualada sobre el poeta Màrius Torres. Es socio fundador de la Revista de Igualada (2ª época) y actualmente trabaja como lingüista en las páginas de la edición en catalán de El Periódico de Cataluña, en Barcelona. 

## Libros publicados
Ferrer ha publicado cinco libros en total: cuatro recopilaciones de poemas y la novela Anima de Frontera, que cuenta la vida de una chica.

### Poesía
1. Paraules de pluja al vent(1983),
2. Paraules de lluna tèbia (1986),
3. Tots els cants (1991)
4. Bagatge de miralls (1997);

### Novelas

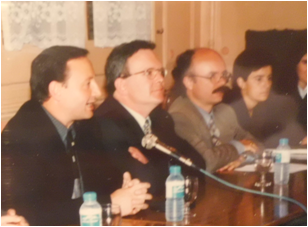
Ferrer en La Veu de l'Anoia (el segundo en la izquierda)

- Anima de Frontera (1999)

## Premios
- Ateneu Igualadí, 1987: Les fulles de tardor